# حضارة تشيركاسكول
حضارة تشيركاسكول هي حضارة أثرية من العصر البرونزي، وتقع في جنوب الأورال [الإنجليزية] وغرب سيبيريا. سُميت على اسم قرية تشيركاسكول الواقعة في منطقة كسلينسكي في أوبلاست تشيليابنسك . افتتح مركز KVSalnikov في عام 1964.

## التأصيل
قد يكون أسلافًا للشعوب الأوغرية.
كان أسلاف حضارة تشيركاسكول هم سكان حضارة الآيات، والتي كانت تقع في ما هو الآن شمال أوبلاست سفردلوفسك . تفاعل سكان حضارة تشيركاسكول مع قبائل حضارة أندرونوفو.